# Woord & Gebaar
Woord & Gebaar ist das einzige unabhängige, nationale Gehörlosenmagazin der Niederlande. Es informiert über Neuigkeiten und wichtige Fakten aus der Gehörlosenwelt, beispielsweise über die Nederlandse Gebarentaal (NGT) oder Cochlea-Implantate (CI). Darüber hinaus enthält das Magazin Interviews mit (erfahrenen) Experten, einen Jugendteil und informiert über Veranstaltungen aller Art – stets mit dem Schwerpunkt auf einer positiven Sicht auf Gehörlosigkeit.

## Weblink
- Website Woord & Gebaar